# وزن یشت‌ها
مجموعهٔ یشت‌ها جزء گنجینهٔ اشعار ایران باستان به شمار می‌رود. ریشه‌یابی ویژگی فنی شعر ایرانیِ این دوره مستلزم بررسی همه‌جانبهٔ اشعار بازماندهٔ گاتاهایی/یشتی است. یشت‌ها عمدتاً از مصراع‌های ۸ هجایی و گاه ۱۰ یا ۱۲ هجایی تشکیل شده‌است. در این مقاله، نخست نظریهٔ گلدنر دربارهٔ وزن اشعار کهن یشت‌ها مطرح می‌شود، آن گاه نظریهٔ هنینگ مبنی بر وزن ضربی/ تکیه‌ای اشعار یشتی، فارسی میانه و پارتی بررسی و نقد می‌شود. سپس، ضمن بررسی جدیدترین آرای ایران شناسان – به ویژه نظرگاه ژیلبر لازار – دربارهٔ ویژگی وزنی یشت‌ها، به یک دیدگاه کلی و فراگیر در موضوع مطرح شده دست خواهیم یافت. دیدگاه تازه‌ای که نویسنده مطرح می‌کند، مبتنی بر عدم تساوی اجباری مصراع‌ها در سرودهای یشتی است.
بررسی و تحلیل وزن هجایی یشت‌ها نشان می‌دهد که کم‌بسامدترین مصراع‌ها، ۵ هجایی و ۱۱ هجایی و پربسامدترین مصراع‌ها ۸ هجایی است. اما نتیجهٔ این بررسی نشان می‌دهد که حتی با وجود اثبات بسامد واقعی اشعار ۸ هجایی، چه در اشعار ودایی، چه در اشعار یشتی نمی‌توان آن را به یک اصل کلی و محتوم برای همهٔ سرودهای ۲۱ یشت بازماندهٔ اوستای متأخر تعمیم داد. بررسی فنی اوزان یشت‌ها اصل الزام مصراع‌های ۸ هجایی اشعار هنر ایرانی را مورد تردید قرار می‌دهد و دیدگاه عدم تساوی اجباری مصراع‌ها و هجابندی‌های شعر اوستای متأخر را مطرح می‌نماید.

## منبع
بررسی وزن یشت‌ها، ابوالقاسم اسماعیل‌پور - عضو هیئت علمی دانشگاه شهید بهشتی